# Saison 1 de Billions
Chronologie
Saison 2
Cet article présente le guide des épisodes de la première saison de la série télévisée américaine Billions.

## Généralités
- Aux États-Unis, cette saison a été diffusée du 17 janvier 2016 au 10 avril 2016 sur Showtime.
- Au Canada, elle a été diffusée en simultané sur The Movie Network.

## Distribution

### Acteurs principaux
- Damian Lewis : Bobby « Axe » Axelrod
- Paul Giamatti : U.S. Attorney Chuck Rhoades
- Maggie Siff : Wendy Rhoades
- Malin Åkerman : Lara Axelrod
- Toby Leonard Moore : Bryan Connerty
- David Costabile : Mike « Wags » Wagner
- Condola Rashād : Kate Sacher

### Acteurs récurrents et invités
- Kelly AuCoin : « Dollar » Bill Stearn
- Kerry Bishé : Elise
- Noah Emmerich : ami de Bobby
- Rob Morrow : Adam DeGiulio

## Liste des épisodes

### Épisode 1:Jeu de pouvoir
- États-Unis /  Canada : 17 janvier 2016 sur Showtime[1] / The Movie Network[2]
- Québec : 17 mai 2016 à Super Écran[3]
- Belgique : 3 septembre 2016 sur BeTV
- France : 12 octobre 2017 sur Canal+

- États-Unis : 904 000 téléspectateurs[4] (première diffusion)

### Épisode 2:Les droits de parrainage
- États-Unis /  Canada : 24 janvier 2016 sur Showtime / The Movie Network
- Québec : 17 mai 2016 à Super Écran
- Belgique : 3 septembre 2016 sur BeTV
- France : 12 octobre 2017 sur Canal+

- États-Unis : 950 000 téléspectateurs[5] (première diffusion)

### Épisode 3:YumTime
- États-Unis /  Canada : 31 janvier 2016 sur Showtime / The Movie Network
- Québec : 24 mai 2016 à Super Écran
- Belgique : 10 septembre 2016 sur BeTV
- France : 19 octobre 2017 sur Canal+

- États-Unis : 1,28 million de téléspectateurs[6] (première diffusion)

### Épisode 4:Liquidation forcée
- États-Unis /  Canada : 7 février 2016 sur Showtime / The Movie Network
- Québec : 31 mai 2016 à Super Écran
- Belgique : 10 septembre 2016 sur BeTV
- France : 19 octobre 2017 sur Canal+

- États-Unis : 850 000 téléspectateurs[7] (première diffusion)

### Épisode 5:La belle vie
- États-Unis /  Canada : 14 février 2016 sur Showtime / The Movie Network
- Québec : 7 juin 2016 à Super Écran
- Belgique : 17 septembre 2016 sur BeTV
- France : 26 octobre 2017 sur Canal+

- États-Unis : 1,01 million de téléspectateurs[8] (première diffusion)

### Épisode 6:Le deal
- États-Unis /  Canada : 21 février 2016 sur Showtime / The Movie Network
- Québec : 14 juin 2016 à Super Écran
- Belgique : 17 septembre 2016 sur BeTV
- France : 26 octobre 2017 sur Canal+

- États-Unis : 1,172 million de téléspectateurs[9] (première diffusion)

### Épisode 7:Coup de poing
- États-Unis /  Canada : 6 mars 2016 sur Showtime / The Movie Network
- Québec : 21 juin 2016 à Super Écran
- Belgique : 24 septembre 2016 sur BeTV
- France : 2 novembre 2017 sur Canal+

- États-Unis : 1,051 million de téléspectateurs[10] (première diffusion)

### Épisode 8:Double murs et parallèles
- États-Unis /  Canada : 13 mars 2016 sur Showtime / The Movie Network
- Québec : 28 juin 2016 à Super Écran
- Belgique : 24 septembre 2016 sur BeTV
- France : 2 novembre 2017 sur Canal+

- États-Unis : 1,093 million de téléspectateurs[11] (première diffusion)

### Épisode 9:Où est passé Donnie bordel?
- États-Unis /  Canada : 20 mars 2016 sur Showtime / The Movie Network
- Québec : 5 juillet 2016 à Super Écran
- Belgique : 1er octobre 2016 sur BeTV
- France : 9 novembre 2017 sur Canal+

- États-Unis : 1,127 million de téléspectateurs[12] (première diffusion)

### Épisode 10:Qualité de vie
- États-Unis /  Canada : 27 mars 2016 sur Showtime / The Movie Network
- Québec : 12 juillet 2016 à Super Écran
- Belgique : 1er octobre 2016 sur BeTV
- France : 9 novembre 2017 sur Canal+

- États-Unis : 1,103 million de téléspectateurs[13] (première diffusion)

### Épisode 11:Pensée magique
- États-Unis /  Canada : 3 avril 2016 sur Showtime / The Movie Network
- Québec : 19 juillet 2016 à Super Écran
- Belgique : 8 octobre 2016 sur BeTV
- France : 16 novembre 2017 sur Canal+

- États-Unis : 1,08 million de téléspectateurs[14] (première diffusion)

### Épisode 12:La conversation
- États-Unis /  Canada : 10 avril 2016 sur Showtime / The Movie Network
- Québec : 26 juillet 2016 à Super Écran
- Belgique : 8 octobre 2016 sur BeTV
- France : 16 novembre 2017 sur Canal+

- États-Unis : 1,013 million de téléspectateurs[15] (première diffusion)